# Masinigudi
Masinigudi är en ort i Indien.   Den ligger i distriktet Nilgiri och delstaten Tamil Nadu, i den södra delen av landet, 1 900 km söder om huvudstaden New Delhi. Masinigudi ligger 939 meter över havet och antalet invånare är 9 642.
Terrängen runt Masinigudi är varierad. Runt Masinigudi är det ganska tätbefolkat, med 239 invånare per kvadratkilometer. Närmaste större samhälle är Gudalur, 18,1 km väster om Masinigudi. I omgivningarna runt Masinigudi växer huvudsakligen savannskog.